# Der wahre Jacob

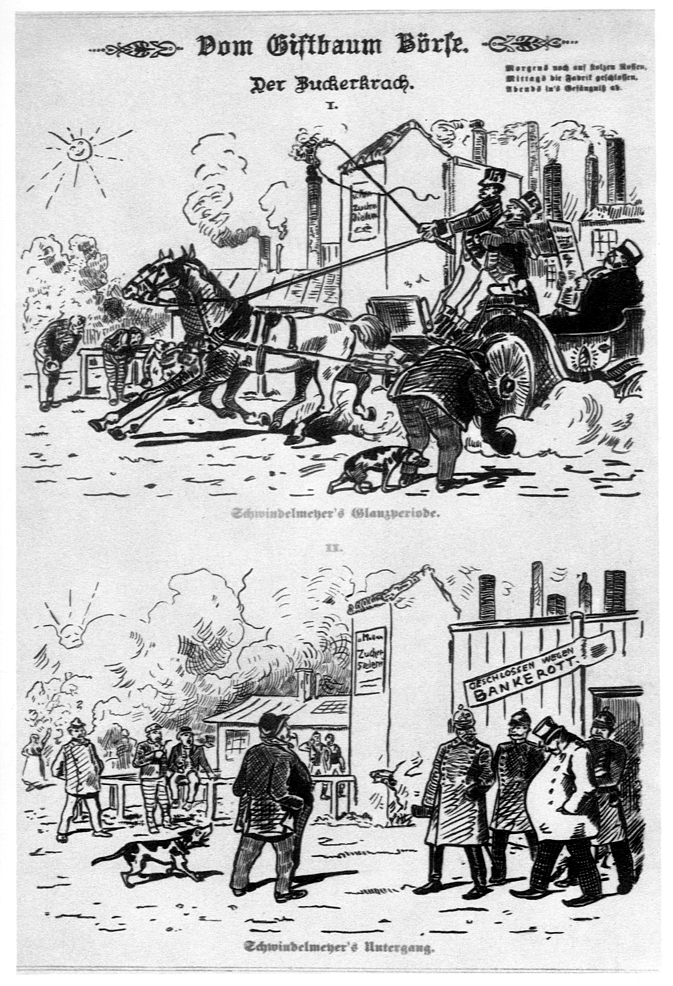
Karikatur im Wahren Jacob zum Zuckerkrach von 1889.

1891 illustriert „Der wahre Jacob“ zustimmend die von den Antisemiten ausgegebene Parole „Gegen Junker und Juden“.

Der wahre Jacob  war eine deutsche sozialdemokratische Satirezeitschrift, die 1879 gegründet wurde und mit Unterbrechungen bis 1933 erschien. Sie war über lange Zeit die meistgelesene Zeitschrift im Umfeld der SPD.

## Titel
Der Titel leitet sich von einer Redensart ab: Wenn etwas „(nicht) der wahre Jakob“ ist, trifft es genau den Kern der Sache (oder eben nicht). Ursprung dieser Redensart ist die biblische Erzählung von Jakob und Esau. Als Jakob seinen Bruder Esau um Erstgeburtsrecht und Erstgeburtssegen betrügt, sagt Esau zu seinem Vater: „Er heißt mit Recht Jakob“ (= der Hinterlistige) (1 Mos 27,36 ). Nach einer anderen Deutung ist die Redensart auf die Streitigkeiten um das Grab des Apostels Jakobus des Älteren und seine Gebeine zurückzuführen, denn es stritten sich mehrere Orte um die Pilgerströme. Ein weiterer Zusammenhang könnte in der schillernden Person von Jakob Joseph Frank (Frankismus), dem ‚wahren Jakob‘, liegen. Frank war ein aschkenasischer Jude und verstand sich als Reinkarnation des biblischen Jakobs und des vermeintlichen Messias Schabbtai Zvi.

## Geschichte

### Hamburg 1879–1880
Der Gründer Wilhelm Blos war zu dieser Zeit Journalist beim sozialdemokratischen Hamburg-Altonaer Volksblatt. Die Verabschiedung des Sozialistengesetzes 1878 hatte das Erscheinen vieler sozialdemokratischer Zeitschriften, für die auch Blos arbeitete, jäh beendet. Im eher liberalen Hamburg war es ihm jedoch mit Unterstützung des Verlegers J. H. W. Dietz möglich, neben der Mitarbeit an dessen Gerichtszeitung das Satireblatt Der wahre Jacob zu gründen. Am 5. November 1879 erschien die erste von insgesamt zwölf Ausgaben. Im Oktober 1880 wurde Blos durch die Reichsbehörden aus Hamburg und Preußen ausgewiesen.

### Stuttgart 1884–1890
1884 setzten Dietz und Wilhelm Blos die Zusammenarbeit in Stuttgart fort. Dort erschien der wahre Jacob in regelmäßiger Folge bis 1914.  Wilhelm Blos schrieb dort unter dem Pseudonym  Hans Flux zahlreiche Satiren, Erzählungen und Gedichte.
Unter dem Sozialistengesetz wurde jede Nummer des Blattes polizeilich überwacht. Die sozialdemokratische Tendenz des Blattes wurde nicht angezweifelt; dennoch gelang es der Staatsanwaltschaft nie, Beweise vorzulegen, die für eine Anklage ausgereicht hätten, da der Ton der Zeitschrift in dieser Zeit gemäßigter war als der anderer sozialdemokratischer Periodika. Offen sozialdemokratische Periodika und Bücher wurden im Ausland gedruckt und illegal eingeschmuggelt.

### Nach 1890
Im Januar 1890 wurde das Sozialistengesetz aufgehoben. Erst mit der Lex Heinze war ab 1900 wieder ein Zensurgesetz in Kraft (siehe Geschichte der Zensur). Der wahre Jacob stand jedoch weiterhin unter Beobachtung, zumal ab 1892 nach dem geltenden Presserecht an jedem Ort, an dem die Zeitschrift verbreitet wurde, Anklage erhoben werden konnte.
Die Titelseite zierte bis 1891 stets ein Gedicht; die Hefte waren eher textlastig. Ab 1891 wurde das Titelblatt durch eine vierfarbig gedruckte Karikatur geschmückt. Bildsatiren, Karikaturen, Agitationsbilder und Illustrationen konnten nun farbig gedruckt werden und gewannen einen höheren Stellenwert im Heft. Zielscheibe des Spottes waren hauptsächlich Otto von Bismarck und die Reichspolitik. Daneben war der wahre Jacob jedoch auch von ernsthaften Beiträgen geprägt, die sich mit Tendenzen und Ereignissen der aktuellen Politik beschäftigten, besonders mit dem Schicksal der Sozialdemokratie.
Die Ill. Staats-Zeitung urteilte 1895 über den Wahren Jacob: Der Wahre Jacob (…) übertrifft an Geist und Schlagfertigkeit alle humoristisch-satirischen Wochenschriften unserer Ordnungsparteien. (…) Eigentlich will der ‚Wahre Jacob‘ kein Witzblatt im landläufigen Sinne sein, sondern ein Kampfblatt für die Genossen. Daß er dabei in seinen Beilagen der Kunst und der Unterhaltung einen großen Platz einräumt, ist ihm noch von keinem vernünftigen Genossen verdacht worden.
Die Zeit zwischen 1900 und 1907 war die produktivste Periode der Zeitschrift.
Im Allgemeinen hielt man sich an die parteipolitischen Richtlinien, die die Fraktion der SPD im Reichstag vorgab. So auch während des Ersten Weltkriegs, als im Reichstag „Burgfrieden“ herrschte und nationalistische Töne die Oberhand gewannen. Auch im Wahren Jacob wurde der Gegner Russland in Feind in Wort und Bild diffamiert. Unter Papiermangel, durchaus nichts Ungewöhnliches in den Kriegsjahren, litt der „Durchhalte-Jakob“ jedoch nicht.
In der Weimarer Zeit stand das Blatt auf dem Boden der neuen politischen Ordnung und warb mit seinen Bildbeiträgen für die Republik und ihre Verfassung.

### Unterbrechung der Existenz 1923–1927
Im Oktober 1923 erzwang die Hyper-Inflation die Einstellung des Blattes, das die SPD aber ab 11. Januar 1924 über ihren Dietz-Verlag durch das Satiremagazin Lachen links ersetzte. Lachen links wurde dann 1927 wieder durch den Wahren Jacob ersetzt.

### Verbot 1933
Der heraufziehende Nationalsozialismus wurde vom Wahren Jacob von Anbeginn an erbittert bekämpft. Seine Haltung bewirkte, dass die Zeitung schon im Jahr der Machtergreifung Hitlers, also 1933, verboten wurde.

## Auflage
Vor 1887 sind die Auflagenzahlen unbekannt. 1887 lag sie bei 40.000 Stück;  1890 bei rund 100.000 Exemplaren. Bis 1912 stieg sie kontinuierlich auf 380.500, sank während des Krieges aber auf 163.000 (1917) ab. 1919 erreichte man wieder 200.000 Exemplare. Die Spitzenauflagen wurden von keiner anderen Satirezeitschrift in Deutschland erreicht; selbst der Simplicissimus erreichte nur die maximale Auflage von 200.000 Exemplaren. Die bürgerliche Zeitschrift Die Gartenlaube erreichte eine Auflage von 400.000, das englischsprachige Satireblatt Punch weltweit 1.000.000 Exemplare. Die Auflage des Wahren Jacob war allerdings auch höher als die aller anderen sozialdemokratischen Zeitschriften. Er erreichte damit mehr Leser als beispielsweise Die Neue Zeit oder die Sozialistischen Monatshefte.
Der Preis des Hefts lag von 1879 bis 1917 konstant bei 10 Pfennigen. Es war dabei aber für den Verleger Johann Heinrich Wilhelm Dietz durchaus profitabel. 1910 übernahm er auch den unrentablen Süddeutschen Postillon.

## Mitarbeiter
Verantwortliche Redakteure (sogenannte „Sitzredakteure“) des Blattes waren:
- Wilhelm Blos: 1879–1881
- Rudolf Benjamin Seiffert: 1884–1885
- Georg Bassler: 1885–1900
- Richard Fischer: 1900–1901
- Berthold Heymann: 1901–1919
- Georg Durst: 1919–1921
- Adolf Rettelbusch: 1921–1922
- Paul Enderling: 1922–1923
- Friedrich Wendel: 1927–1933

Neben den Chefredakteuren gab es zumeist auch noch Sitzredakteure, die bei einer eventuellen Anklage die Verantwortung auf sich nehmen sollten.
Wichtige Autoren des Heftes waren Max Kegel (1888–1902), Victor Adler, Wilhelm Blos, Arno Holz, Erich Mühsam, Clara Müller-Jahnke, Roda Roda, Emil Rosenow, Dr. Owlglass, Rudolf Lavant.
Die Kopfleiste und die ersten Karikaturen zeichnete Otto Emil Lau. Weitere Zeichner waren u. a. der Publikumsliebling Hans Gabriel Jentzsch, Otto Marcus, Edmund Edel, Rata Langa (Gabriele Galantara), Emil Erk, Erich Schilling, Fritz Grätz, Wilhelm Lehmann, sowie für kurze Zeit Max Engert, Arthur Krüger, Willibald Krain und Bruno Haunickel.